# Północnokaukaski Okręg Federalny
Północnokaukaski Okręg Federalny (ros. Северо-Кавказский федеральный округ) – jeden z ośmiu okręgów federalnych Rosji, utworzony 19 stycznia 2010 przez prezydenta Dmitrija Miedwiediewa, w celu polepszenia sytuacji gospodarczej na Kaukazie Północnym. Okręg został wydzielony z Południowego Okręgu Federalnego.

## Dane ogólne
W jego skład wchodzą: Dagestan, Inguszetia, Kabardo-Bałkaria, Karaczajo-Czerkiesja, Osetia Północna, Czeczenia i Kraj Stawropolski. 
Siedzibą władz jest Piatigorsk, a przedstawicielem prezydenta w tym okręgu i wicepremierem rządu został Aleksandr Chłoponin.